# Ipogeo di San Manno
La tomba ipogea di San Manno, manufatto di epoca etrusca, si trova nel quartiere occidentale di Ferro di Cavallo presso la città di Perugia ed è collocata nel sotterraneo della piccola chiesa medievale di San Manno.

## Storia e descrizione
Il nome deriva dal titolare della chiesa, per la quale l'ipogeo ha assolto in epoca cristiana la funzione di cripta. Lo storico Felice Ciatti  scrive che il complesso fu originariamente di proprietà dei Templari, poi nel 1307 fu residenza del Gran Maestro dell’Ordine Gerosolimitano del S. Sepolcro, e attualmente appartiene all’Ordine Cavalieri di Malta.
L'accesso originale tramite rampa era collocato sul lato opposto all'ingresso attuale.
La pianta dell'ipogeo consiste in una grande camera principale e due celle laterali di minori dimensioni, disposte simmetricamente sui lati maggiori.
Tutti i vani sono voltati a botte, secondo una tipologia sepolcrale diffusa nell'Etruria settentrionale interna a partire dall'età ellenistica: è presente l'uso della volta a botte anche in tombe dell'orvietano, del chiusino, dell'aretino e a Bettona. Il materiale utilizzato è il travertino, i cui blocchi sono disposti in maniera regolare senza l'utilizzo di malta. La cella di sinistra ha al di sopra del suo ingresso un'iscrizione (CIE, 4116), con caratteri originariamente colorati in rosso, ritenuta uno dei documenti più lunghi della lingua etrusca, che indica l'appartenenza della tomba alla famiglia dei 'Precu.
La datazione dell'ipogeo è controversa: alcune analogie architettoniche con le mura cittadine di Perugia suggeriscono di collocarla nei decenni finali del III secolo a.C., ma è stata anche suggerita una datazione posteriore, alla fine del II secolo a.C.
Il complesso architettonico annesso è un monastero rurale medievale fortificato, con  torre del XVI sec. Ristrutturato egregiamente, attualmente è dato in comodato  alla Diocesi di Perugia e gestito dalla Comunità Magnificat. L’Ipogeo etrusco è di pertinenza della Sovrintendenza Archeologica.